# Pedernales (rivière)
Pour les articles homonymes, voir Pedernales.
 (juillet 2014).
Si vous disposez d'ouvrages ou d'articles de référence ou si vous connaissez des sites web de qualité traitant du thème abordé ici, merci de compléter l'article en donnant les références utiles à sa vérifiabilité et en les liant à la section « Notes et références ».
Le Pedernales est un fleuve de l'île d'Haïti qui coule à la frontière entre la République d'Haïti et la République dominicaine.

## Géographie
Le fleuve prend sa source dans le chaîne de la Selle et se dirige ensuite vers le sud. Il coule côté haïtien dans l'arrondissement de Belle-Anse situé dans le département du Sud-Est ; et du côté de la République dominicaine dans la province de Pedernales. 
Il se jette dans la mer des Caraïbes entre les villes de Pedernales et de Anse-à-Pitres situées de part et d'autre de la frontière.